# Arbeitsdorf

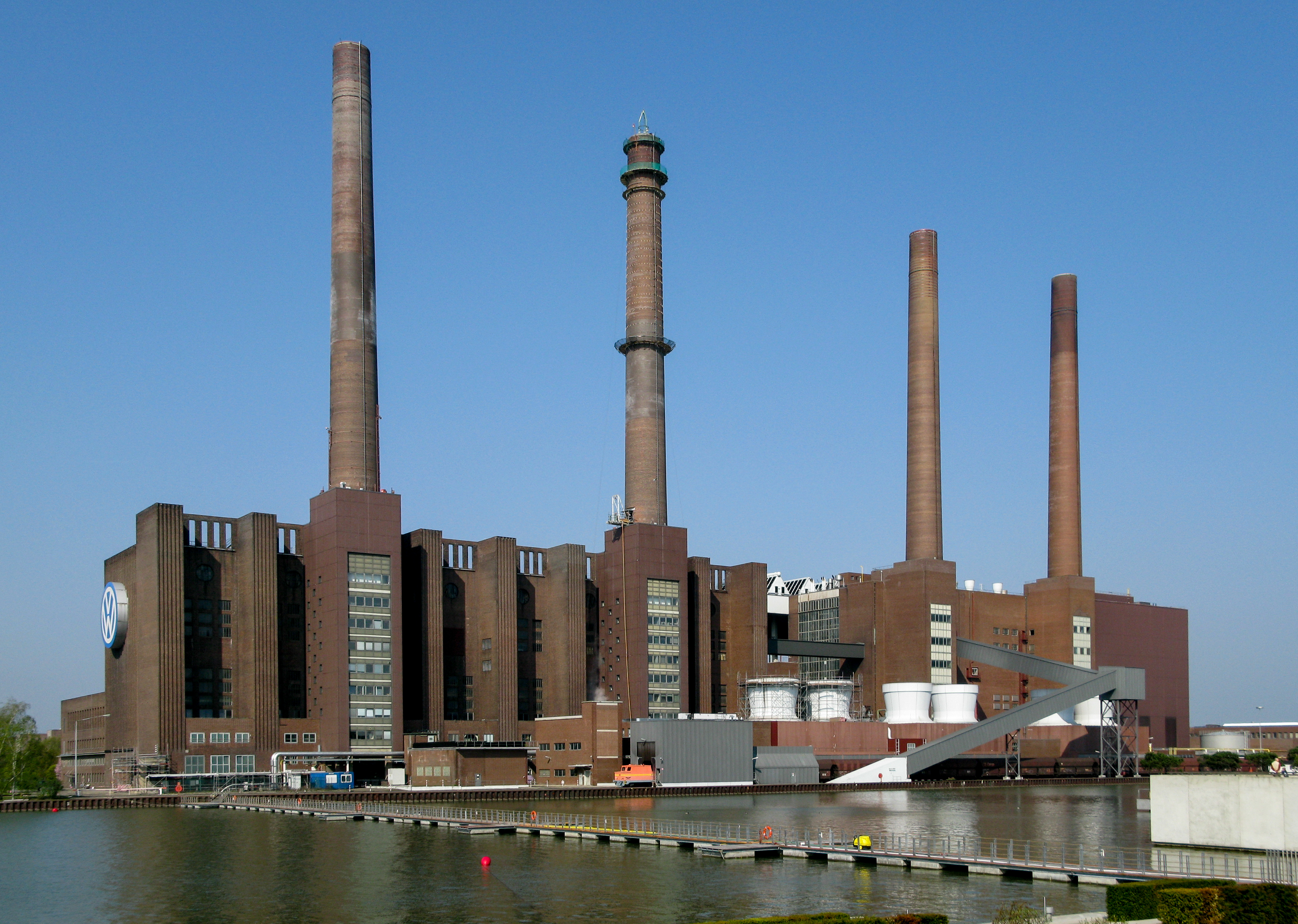
Usine Volkswagen à Fallersleben (aujourd'hui Wolfsburg).

Arbeitsdorf (en allemand, « le village du travail ») est une unité de travail forcé dépendant du camp de concentration de Neuengamme, implantée en 1942 à Fallersleben (aujourd'hui Wolfsburg, à une cinquantaine de kilomètres de Brunswick), dans l'enceinte des usines Volkswagen. Il s'agit de la première implantation du système concentrationnaire nazi associant SS, industrie et recours au travail des déportés, un projet-pilote qui, malgré sa courte période d'activité, servira de modèle pour le développement du travail forcé dans le réseau des camps de concentration, des camps annexes et des Kommandos.

## Contexte
Le 11 janvier 1942, une réunion a lieu entre Adolf Hitler, Chancelier du Reich, Heinrich Himmler, Reichsführer SS, et Ferdinand Porsche, directeur général de Volkswagen. Ce dernier fait partie du cercle rapproché du Führer. Il collabore déjà avec la SS, à laquelle il a confié la sécurité de ses usines. Bien que Volkswagen appartienne officiellement au Deutsche Arbeitsfront (Front allemand du travail), Porsche gère l'entreprise comme sa propriété et il est toujours à la recherche de main-d'œuvre pour en développer la production. 

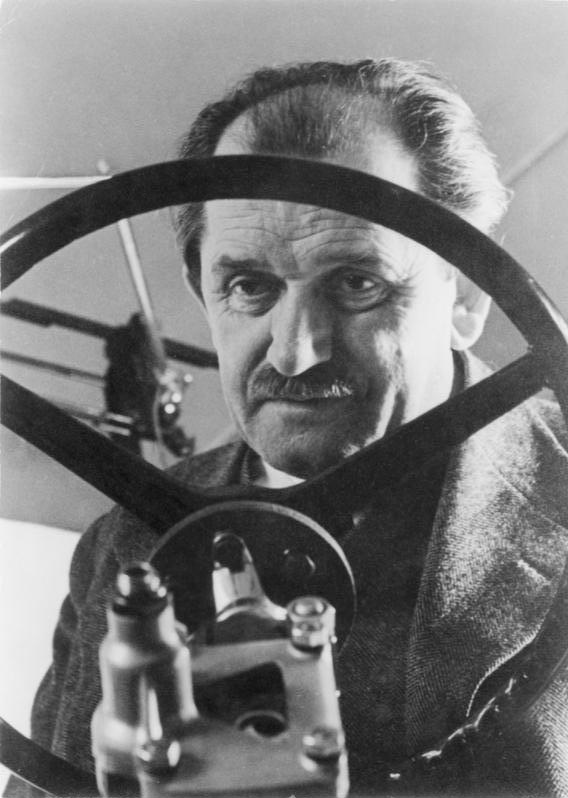
Ferdinand Porsche
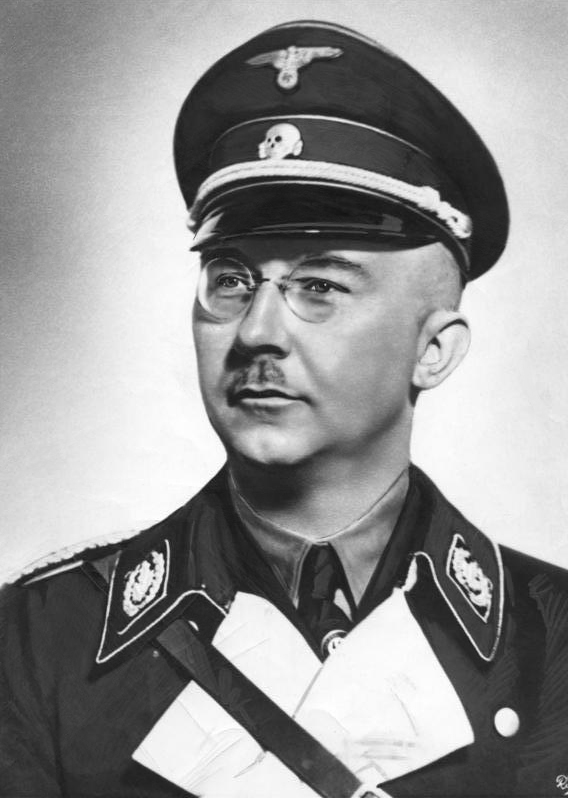
Heinrich Himmler
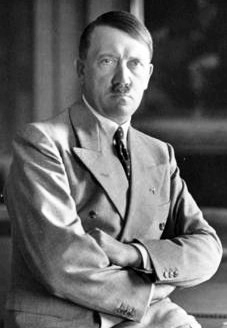
Adolf Hitler

Sachant que l'état-major nazi envisage alors d'exploiter la main-d'œuvre concentrationnaire pour soutenir son effort de guerre, et voulant être le premier servi, Porsche propose d'installer un camp de travail sur son site de Fallersleben, en utilisant, en collaboration avec la SS et moyennant finances, la population des camps de concentration. 

Il s'agit de finir la construction d'une fonderie d'alliages métalliques légers destinés à l'industrie de l'armement. Hitler donne son accord et signe un ordre confiant la construction de la fonderie, son exploitation et sa production au partenariat SS-Volkswagen,.

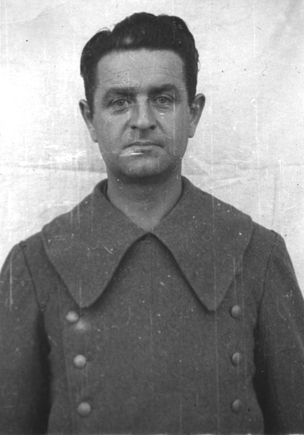
Le SS-Obersturmbannführer Martin Gottfried Weiss, commandant des camps de Neuengamme et d'Arbeitsdorf, puis de Dachau, photographié peu après son arrestation le 29 avril 1945. Il est exécuté le 29 mai 1946 à la prison forteresse de Landsberg-am-Lech.

## Création du camp
Le 8 avril 1942, après un retard dû à une épidémie de typhus dans le camp de Neuengamme, un premier convoi de 100-150 détenus arrive de Neuengamme, suivi par un groupe plus important venu de Sachsenhausen. L'origine des effectifs est variée, avec entre autres des prisonniers politiques allemands (dont un petit nombre de Juifs) et des prisonniers de guerre soviétiques.
Les détenus sont logés dans des abris antiaériens situés au rez-de-chaussée de la fonderie en construction. Sept chalets sont construits pour les SS, leurs bureaux et ceux des entreprises participant au projet. Une sélection de « détenus-clés » (kapos, contremaîtres, ouvriers très qualifiés) bénéficie également d'un logement privilégié. Le camp est entouré d'un simple grillage, mais il est gardé en permanence par des hommes armés et il est englobé dans l'enceinte de l'usine dont le périmètre est lui-même patrouillé.

## Travail forcé
Les détenus sont chargés de construire une fonderie d'alliages légers. Leur travail consiste à transporter des briques et du ciment et à édifier la structure et à l'équiper. Une équipe est chargée d'acheminer des wagonets depuis la centrale à béton jusqu'au site de construction. Une autre transporte des profilés métalliques. Les déportés travaillent sous la surveillance de civils appartenant à des entreprises du bâtiment, mais il n'y a que des travailleurs forcés sur le chantier,.
Pour respecter les délais, et parce que la SS souhaite présenter à ses partenaires privés une vue alléchante du rendement du travail concentrationnaire, les conditions de vie et l'alimentation distribuée aux détenus sont bien meilleures que celles de leurs camps d'origine. Les détenus-clés reçoivent en outre des rations supplémentaires. Les vêtements sont changés deux fois par semaine et les déportés échangent leurs sabots contre de vraies chaussures de cuir. Le logement est sommaire, mais les gardes n'empiètent pas sur l'organisation des détenus à l'intérieur de leurs abris. Les prisonniers politiques, pour beaucoup d'ancien syndicalistes, jouent un rôle de régulation et d'organisation de la solidarité entre détenus,.
Les maladies sont rares, contrairement aux accidents du travail.
Les conditions de travail restent en effet sévères : les détenus travaillent à un rythme très soutenu — « Laufschritt, immer Laufschritt » (courir, toujours courir) — sous les injures de l'encadrement, de 6 heures du matin à 6 heures du soir, avec une pause de 30 minutes pour déjeuner. Le travail du dimanche se fait sur la base du volontariat et donne lieu à la distribution de rations supplémentaires. Les détenus définitivement récalcitrants au volontariat sont quand même repérés et sanctionnés.
Pour épargner des cas de conscience aux civils présents sur le site et préserver le décorum de leur projet-pilote, les SS administrent les punitions en-dehors des horaires de travail, dans un des abris antiaériens équipé de matériel de torture. Les détenus soupçonnés de sabotage ou de ralentir la chaîne y sont fouettés ou suspendus par les poignets les bras derrière le dos.
Les registres font état de six décès parmi les prisonniers d'Arbeitsdorf, officiellement pour cause de suicide, de crise cardiaque ou d'accident.

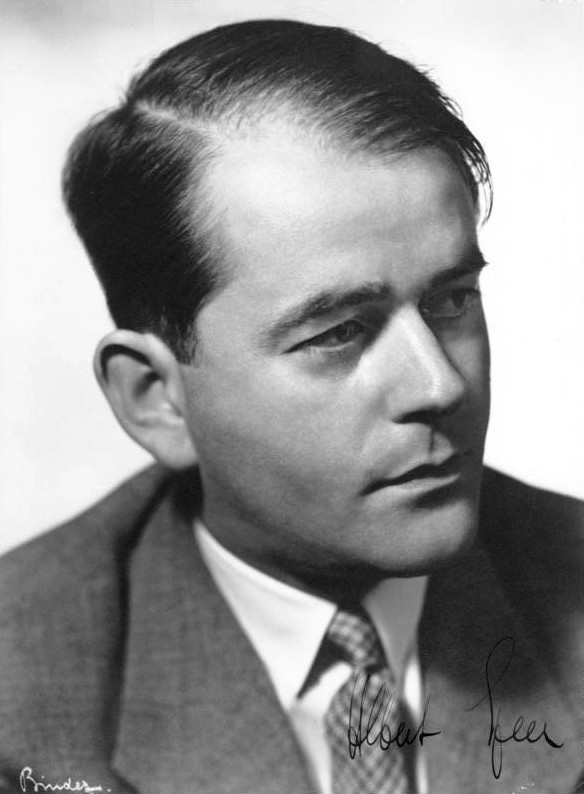
Albert Speer. Ministre de l'Armement, il fait fermer le camp de Fallensleben après la construction de la fonderie, qu'il n'estime pas stratégique pour l'effort de guerre nazi.

## Démantèlement
En septembre 1942, Albert Speer, ministre de l'Armement, qui ne voit pas d'un bon œil un partenariat qui renforce le contrôle de la SS sur la production, après avoir réduit le périmètre du projet à la construction de la fonderie, parvient à convaincre Hitler que cette dernière n'a pas d'intérêt stratégique. La fonderie, terminée, ne sera jamais mise en production.
La courte existence du camp de Fallersleben a cependant servi à valider le fonctionnement d'une unité de travail composée de main-d'œuvre concentrationnaire et à roder la collaboration entre industriels et SS,.

## Commandement
Le camp est placé sous la responsabilité du SS-Hauptsturmführer Martin Gottfried Weiss, qui cumule cette fonction avec la direction du camp de Neuengamme. Le 1er septembre 1942, il est promu commandant du camp de Dachau et son adjoint, le Schutzhaftlagerführer Wilhelm Schitli lui succède,.

## Mémorial
Depuis 2000, une exposition sur les victimes de la dictature national-socialiste occupe le deuxième étage du musée municipal « Schloss Wolfsburg ».
Depuis 1999, Volkswagen a aménagé un ancien bunker dans l’enceinte de son usine pour en faire un site à la mémoire du travail forcé.